# Southern Cross-expedíció

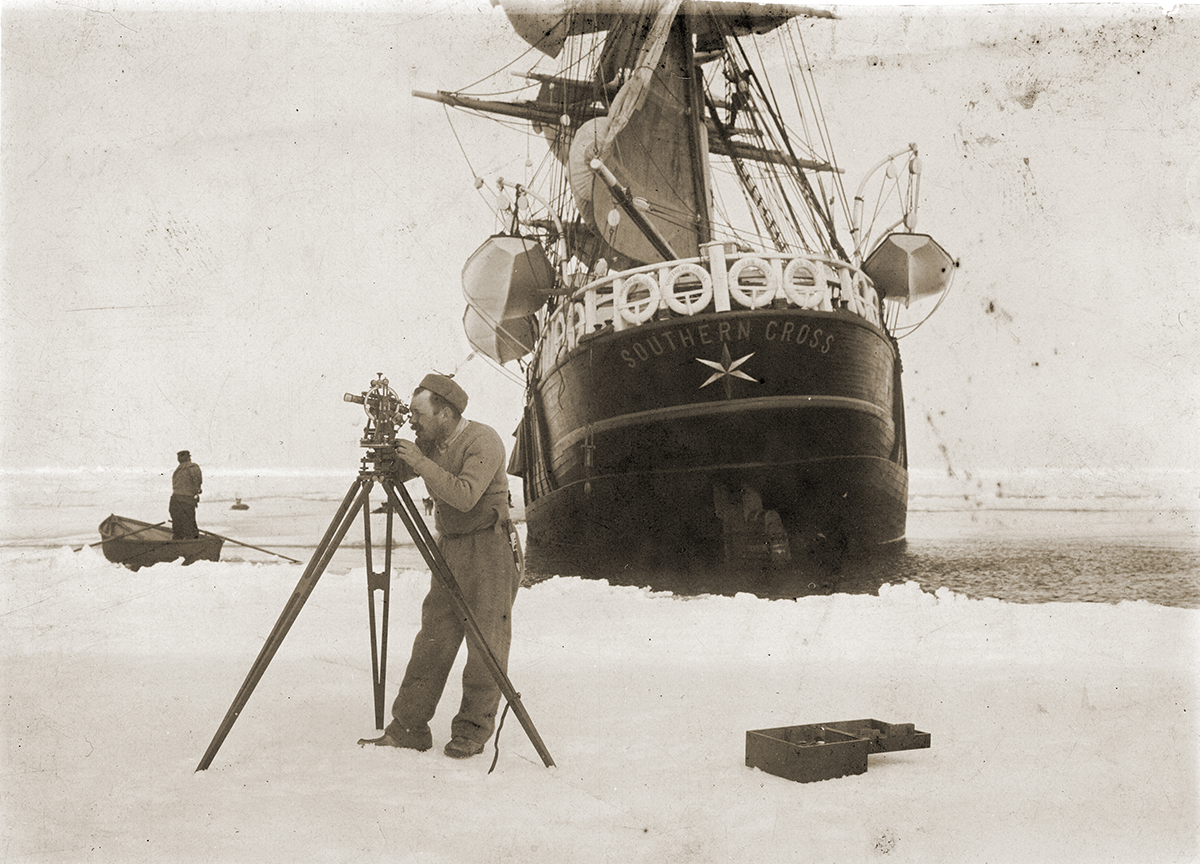
Borchgrevink munka közben, háttérben a Southern Cross expedíciós hajóval

A Southern Cross-expedíció, hivatalos nevén Brit Antarktisz-expedíció egy 1899 és 1900 között, Carsten Borchgrevink (1864–1934) norvég–angol származású felfedező vezetésével, brit anyagi támogatással megvalósult felfedezőút volt, az Antarktisz-kutatás aranykorának egyik első vállalkozása. Ez az expedíció volt az egyik előfutára a későbbi híres, Robert Falcon Scott, Roald Amundsen és Ernest Shackleton által vezetett expedícióknak.
Az expedíció résztvevői 1899 februárjában téli szállást alakítottak ki a Viktória-föld északi nyúlványán, az Adare-fokon, ahol – a világon elsőként – a teljes telet az antarktiszi szárazföldön töltötték. Mivel az Adare-fokot övező, gleccserekkel borított hegylánc lehetetlenné tette az átkelést a kontinens belső területei felé, ezért – az eredeti tervekkel szemben – a felfedező tevékenység a fok közvetlen szomszédságában lévő területekre korlátozódott. Ettől függetlenül az expedíció az alapvető célkitűzést, az antarktiszi szárazföldön való áttelelést és a tudományos méréseket, megfigyeléseket megvalósította. A csapat – ennek körében – részletesen feltérképezte a Robertson-öböl partvidékét és az öböl mentén elterülő hegyláncokat, feltárta a terület geológiáját, állat- és növényvilágát, folyamatos meteorológiai és mágnességi méréseket végzett és számtalan kőzetmintát, állat- és növénypéldányt gyűjtött későbbi tudományos elemzés céljára.
A Southern Cross expedíciós hajó 1900. január 28-i visszatérését követően – Sir James Clark Ross hatvan évvel korábbi útvonalát követve – részletesen feltérképezték a Ross-tenger partvidékét és az ott található szigeteket. Ennek során – Ross óta először – eljutottak a Ross-selfjéghez (korabeli nevén a Nagy jégfalhoz), amelyen 1900. február 16-án elsőként sikerült partra szállniuk és ott új rekordot állítottak fel a 78°50' déli szélesség elérésével. Tíz évvel később ugyanazon a helyen, ahol Borchgrevinkék a Bálna-öbölnél feljutottak a selfjég felszínére, hozta létre Amundsen a „Framheim” alaptábort, ahonnan végül 1911. december 14-én meghódította a Déli-sarkot.
Borchgrevink az expedíció során megvalósított úttörő munkájával elévülhetetlen érdemeket szerzett az Antarktisz-kutatás területén. Elsőként bizonyította be a gyakorlatban, hogy egy expedíciós csapat, megfelelő előkészületekkel, képes áttelelni az antarktiszi szárazföldön, az Adare-fokon létesített kunyhók voltak az első ember alkotta építmények az Antarktikán és elsőként használt kutyákat, szánokat és kajakokat a déli-sarki körülmények között. Az egy éven keresztül folyamatosan végzett tudományos megfigyelések és mérések, valamint az expedíció során gyűjtött kőzetminták, növény- és állatfajok jelentősen hozzájárultak az Antarktisz éghajlatára, mágneses viszonyaira, állattanára és geológiájára vonatkozó tudományos ismertekhez. Az expedíció tudományos és gyakorlati tapasztalatai pedig számottevően elősegítették a későbbi expedíciók sikereit.
Az expedíció eredményeit a korabeli közvélemény azonban mérsékelt érdeklődéssel fogadta, ugyanúgy, mint a brit tudományos szervezetek, melyek figyelme akkorra már teljes egészében Scott közelgő Nemzeti Antarktisz-expedíciójára összpontosult. Borchgrevink úttörő munkáját később több országban is hivatalos kitüntetésekkel ismerték el, és 1912-ben Roald Amundsen, a Déli-sark meghódítója is méltatta felfedezői munkásságát. 1930-ban végül a Brit Királyi Földrajzi Társaság is elismerte Borchgrevink sarki felfedezések körében végzett munkáját, és a Patron’s Medal arany érdeméremmel tüntette ki. A Társaság elismerte, hogy korábban nem a jelentőségének megfelelően kezelték a Southern Cross-expedíció eredményeit.

## Előzmények

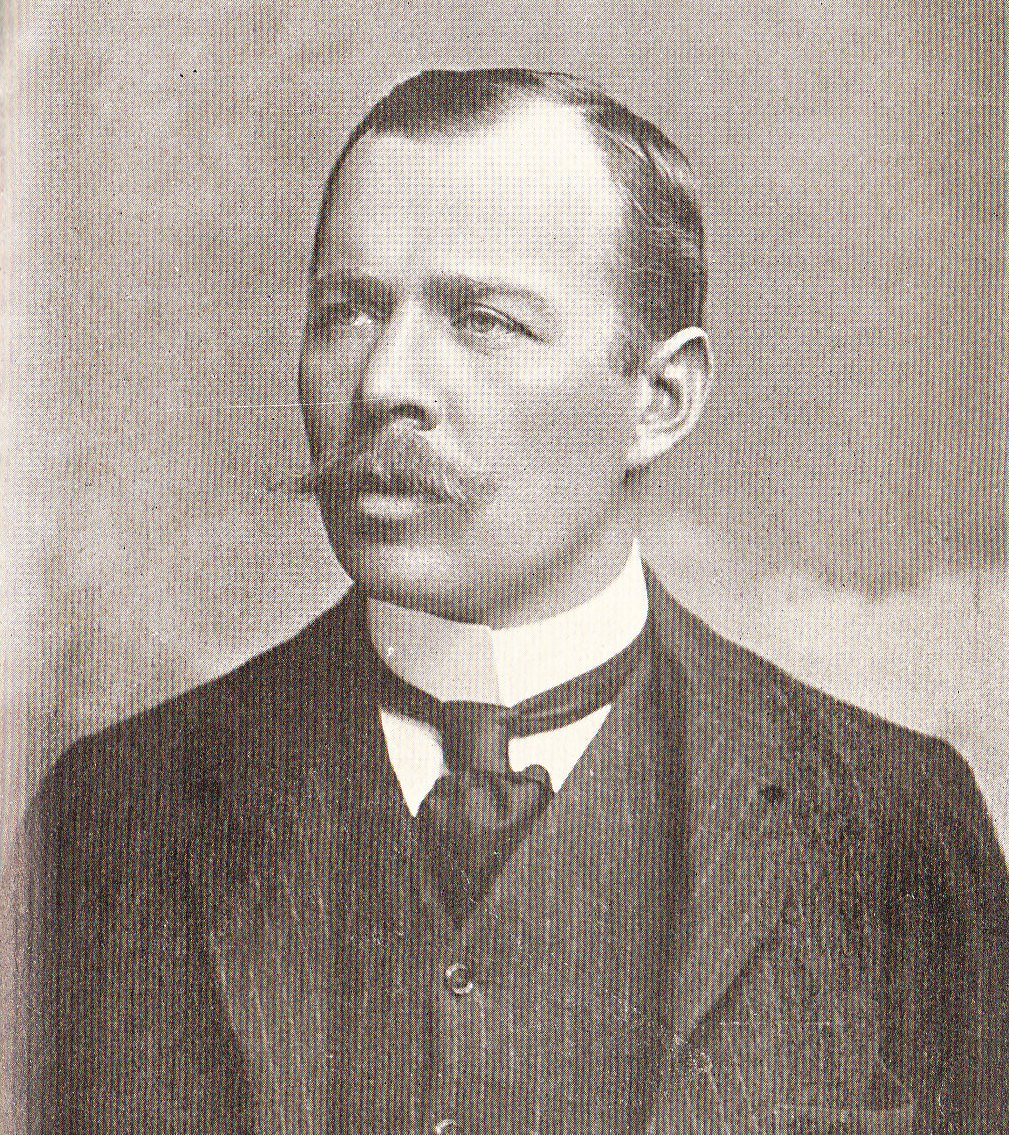
Carsten Borchgrevink

Carsten Borchgrevink 1864. december 1-én született Norvégiában, Christiania városban (mai nevén Oslo) egy norvég ügyvéd, Henrik Christian Borchgrevink és egy angol anya, Annie Ridley gyermekeként. A Szász Királyi Erdészeti Akadémián elvégzett erdészeti tanulmányait követően, 1888-ban, huszonnégy éves korában kivándorolt Ausztráliába, ahol földmérőként, geológusként, majd tanárként dolgozott.

### Henrik Bull bálnavadász-expedíciója (1893–1895)
Borchgrevink 1894-ben, Melbourne-ben matrózként és részmunkaidős tudósként csatlakozott Henrik Johan Bull (1844–1930), norvég üzletember expedíciójához. Az expedíció célja az antarktiszi vizeken történő bálna- és fókavadászat volt, melynek során tudományos kutatásokat is végeznek. Az Antarctic expedíciós hajó 1894. szeptember 26-án futott ki Melbourne-ből. Mivel a szubantarktiszi szigetek térségében nem találtak bálnákat, ezért tovább haladtak dél felé, olyan területekre, ahol korábbi expedíciók bálnák jelenlétéről számoltak be. A zajló jégen keresztül elérték a Ross-tengert és 1895. január 18-án partra szálltak a Possession-szigeten, ahol Sir James Clark Ross 1841-ben kitűzte a brit lobogót.

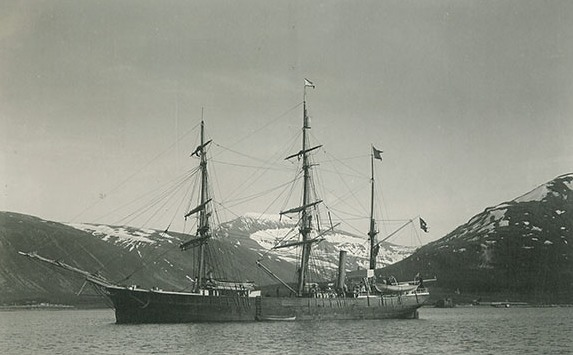
Henryk Bull hajója, az Antarctic

1895. január 24-én a hajó elérte az antarktiszi szárazföld partvonalát, a Viktória-föld északi nyúlványát, az Adare-fokot. Ross 1841-es expedíciója nem tudott itt partra szállni, azonban most a körülmények kedvezőek voltak ahhoz, hogy egy csónakot vízre bocsássanak. Bull, Leonard Kristensen kapitány és Borchgrevink négy másik társukkal partra szálltak az Adare-foknál. Állításuk szerint ez volt az első alkalom, hogy ember az Antarktisz szárazföldjére lépett. Az elsőség kérdése több szempontból is vitatott volt. Bizonyos források szerint valószínűleg már sokkal korábban, 1821-ben John Davis és Andrew McFarlane partra szálltak az Antarktiszi-félszigeten és Mercator Cooper a Ross-tengeren. A csapat tagjai között sem volt egyetértés abban, hogy a csónakból ki lépett elsőként a szárazföldre; Kristensen, Borchgrevink és Alexander von Tunzelmann matróz is azt állította, hogy ő volt az első. Ettől függetlenül az kétségtelenül kijelenthető, hogy ez volt az első egyértelműen dokumentált és bizonyított partraszállás az antarktiszi szárazföldön. A partraszállást követően a csapat egy póznát állított fel, a tetején dobozzal, melyre felírták a hajó nevét, a dátumot és ráfestették a norvég zászlót. Borchgrevink eközben a parton kőzetmintákat és további zuzmó példányokat gyűjtött, amelyek iránt utóbb nagy tudományos érdeklődés mutatkozott, mivel korábban vitatták, hogy a növényzet ilyen déli területeken, az antarktiszi körülmények között meg tudna élni. Emellett részletesen feltérképezte a partszakaszt abból a szempontból, hogy ott egy jövőbeli expedíció számára milyen lehetőségek vannak egy téli szállás kialakítására.

### Nemzetközi Földrajzi Kongresszus (1895)

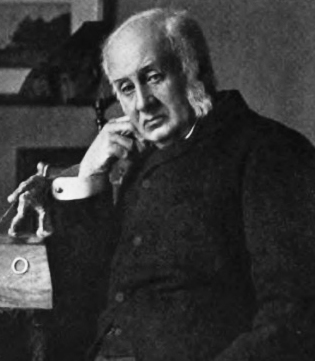
Sir Clements Markham

Borchgrevink az expedíciót követően Londonba utazott, hogy a Brit Királyi Földrajzi Társaság által szervezett VI. Nemzetközi Földrajzi Kongresszuson ismertesse expedíciós terveit. A kongresszuson 1895. augusztus 1-én beszédet tartott, melyben beszámolt az Adare-fokon szerzett tapasztalatairól, és kiemelte, hogy ez a helyszín alkalmas lehet egy tudományos expedíció téli szállásának kiépítésére, ahol lehetőség van arra, hogy egy csapat a teljes telet az antarktiszi szárazföldön töltse. A helyszínt úgy írta le, hogy az alkalmas a házak, sátrak és felszerelések biztonságos elhelyezésére, és azt tapasztalta, hogy ezen a ponton „a déli sarkkör féktelen erői nem mutatják meg hatalmuk teljes súlyát”. Utalt arra is, hogy a kontinens belső területei könnyen megközelíthetők az adott partvidékről. Beszédét azzal zárta, hogy hajlandó lenne maga vezetni a felvázolt expedíciót.
Hugh Robert Mill, a Királyi Földrajzi Társaság titkára, aki jelen volt a kongresszuson, a következőképpen számolt be Borchgrevink beszédének fogadtatásáról: „Nyers modora és egyszerű beszéde a realizmus friss szellőjeként hatott a tudományos megbeszélésekre. Bár akkoriban senkinek sem tetszett Borchgrevink személye igazán, azonban dinamizmusa és az a törekvése, hogy ismét eljusson az ismeretlen déli vidékekre, néhányunkat rádöbbentett, hogy jól látja a felfedezések jövőjét.” A kongresszus azonban nem támogatta Borchgrevink ötleteit. Ehelyett egy általános állásfoglalást fogadott el az Antarktisz felfedezésének támogatására, azzal a céllal, hogy „a világ különböző tudományos társaságainak – a számukra leghatékonyabbnak tűnő eszközökkel – ösztönözniük kell, hogy ezt a munkát a század vége előtt elvégezzék”.

### Támogatók keresése

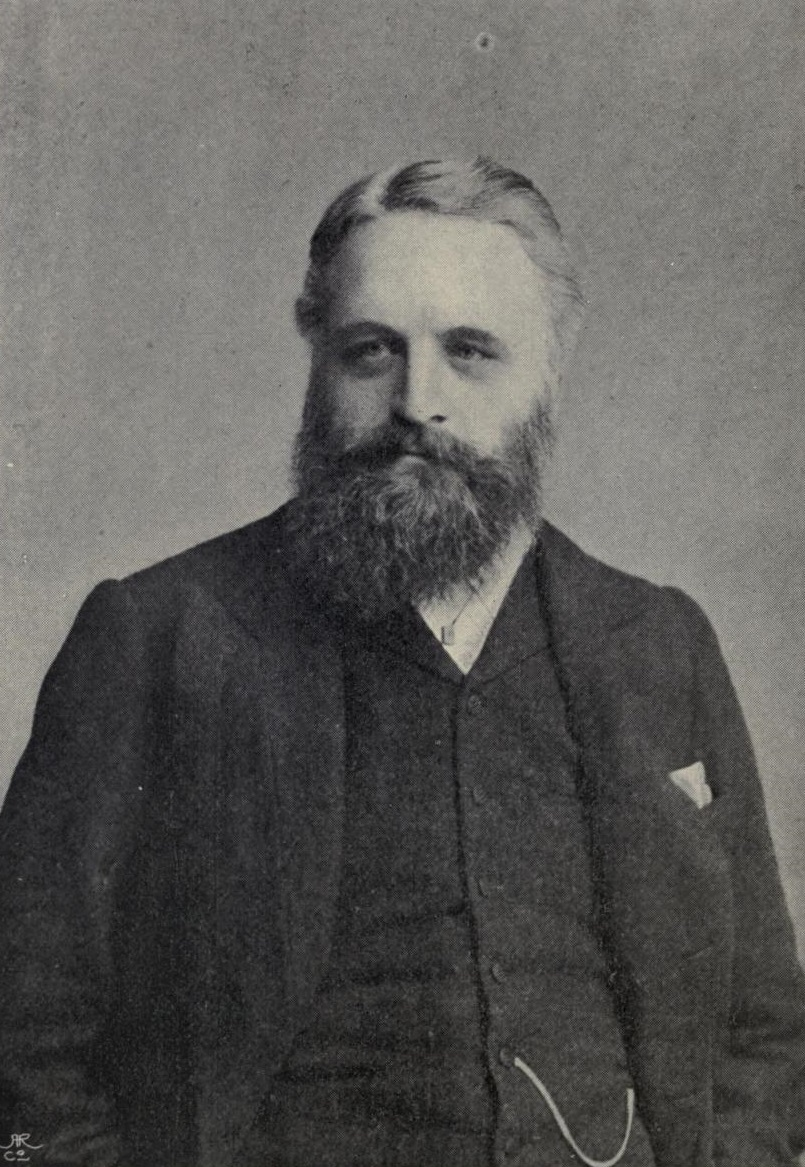
Sir George Newnes

A következő két évben Borchgrevink Európában és Ausztráliában próbált támogatókat szerezni a tervezett expedíciójához, azonban nem járt sikerrel. Közben arról is tudomást szerzett, hogy a Királyi Földrajzi Társaság már 1893 óta saját Antarktisz-expedíciójának előkészületeivel foglalkozik. A Társaság elnöke, Sir Clements Markham hatására ez a tervezett expedíció nem csupán tudományos kutatási célt szolgált volna, hanem ezzel kívánták helyreállítani a Királyi Haditengerészet sarki felfedezések területén elért korábbi dicsőségét. Ezek a tervek végül a Robert Falcon Scott által vezetett Nemzeti Antarktisz-expedícióban öltöttek testet, amely sokkal inkább felkeltette a tanult társadalom érdeklődését, mint Borchgrevink jóval szerényebb tervei. Markham hevesen ellenzett minden olyan magánvállalkozás keretében tervezett expedíciót, amely forrásokat vonhatott el a Társaság által támogatott tervek finanszírozásától. Borchgrevink a következőképpen fogalmazta meg a finanszírozás megszerzése során tapasztalt nehézségeket: „Egy meredek hegyre kellett az antarktiszi sziklámat felgörgetnem.”
A támogatók keresése során Borchgrevink találkozott Sir George Newnesszel, az egyik vezető brit lap- és könyvkiadó tulajdonosával és a mozi úttörőjével, akinek érdekeltségébe olyan magazinok tartoztak, mint a Westminster Gazette, a Tit-Bits, a Country Life és a Strand Magazin. Ebben az időben nem volt szokatlan, hogy a kiadók támogatják a felfedezéseket; Newnes nagy riválisa, Alfred Harmsworth (később Lord Northcliffe) pont abban az időben finanszírozta Frederick George Jackson Ferenc József-földre vezetett expedícióját, és ígéretet tett a Nemzeti Antarktisz-expedíció anyagi támogatására is. Newnest annyira lenyűgözték Borchgrevink tervei, hogy átvállalta az expedíció teljes költségét, mintegy 40 000 £ összeget. Ez a nagylelkűség felbőszítette a saját brit expedícióhoz szintén forrást gyűjtő Sir Clements Markhamet, aki Borchgrevinket egy „nincstelen norvég senkinek” tartotta, aki olyan brit pénzt szerzett meg, amely a Társaság által támogatott expedíciót illette volna meg. Markham mindvégig fenntartotta Borchgrevink iránti ellenséges hozzáállását és megvetését. Hugh Robert Millt, a Királyi Földrajzi Társaság titkárát is megbüntette azért, mert az részt vett az expedíció indulását megelőző fogadáson.
Newnes kikötötte, hogy az expedíciónak brit zászló alatt kell hajóznia, „Brit Antarktisz-expedíció” néven. Ténylegesen azonban a harmincfős legénységből csupán két brit, egy ausztrál és egy svéd volt a hajón, a többiek mind norvégok voltak. Ennek ellenére Borchgrevink erőfeszítéseket tett az expedíció brit karakterének hangsúlyozására. Az expedíciós hajóra York hercegétől személyes ajándékként kapott brit birodalmi lobogót vonták fel, és 500 kisméretű birodalmi lobogóval felszerelt bambuszpálcát is magával vitt az útra – mint mondta – azzal a szándékkal, hogy „felmérje és kiterjessze a Brit Birodalom területét”.

## Az expedíció előkészületei

### Az expedíciós hajó

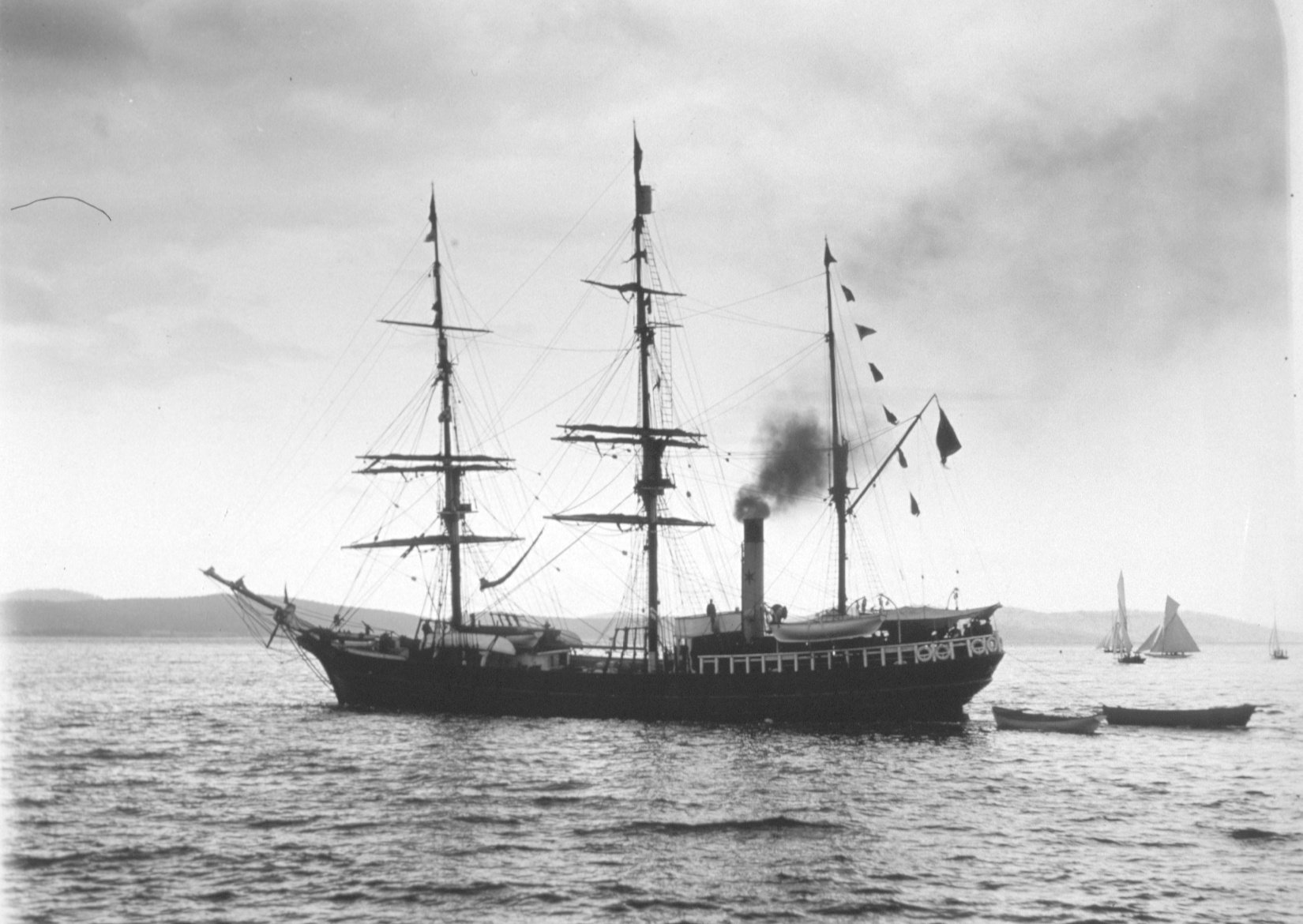
A Southern Cross, Borchgrevink expedíciós hajója

Az expedíció céljaira Borchgrevink 1897-ben megvásárolta a Pollux nevű bálnavadászhajót, amelyet 1886-ban építettek Norvégiában, a neves hajóépítő, Colin Archer tervei alapján. Archer tervezte és építette Fridtjof Nansen híres hajóját, a Framot is, amely sértetlenül érkezett vissza Nansen 1893 és 1896 közötti északi-sarki expedíciójáról, melynek során hosszú hónapokon keresztül jégbe fagyva sodródott. A hajót Borchgrevink Southern Cross (magyarul: Dél Keresztje) névre keresztelte át. A Southern Cross egy 520 bruttó regisztertonnás, 44,6 méter hosszú, 9,4 méter széles, 5,5 méter merülésű, háromárbócos, gőzgéppel felszerelt, bark típusú hajó volt. A hajót a megvásárlást követően Larvikban, Archer műhelyében Borchgrevink igényeinek megfelelően felkészítették az antarktiszi útra, melynek során egy I. and A. Jensen gyártmányú, közvetlen hajtású, háromhengeres, háromszoros expanziójú gőzgéppel és kazánnal látták el. A kétszárnyú hajócsavart a jeges vízben való manőverezés közben a fedélzetre lehetett emelni.

### A legénység
A legénység két csoportból állt: a szárazföldi expedíciós csapatból és a hajón maradó legénységből. A tízfős szárazföldi csapatba Borchgrevink, öt tudós, egy orvos, egy szakács és két kutyakiképző tartozott.

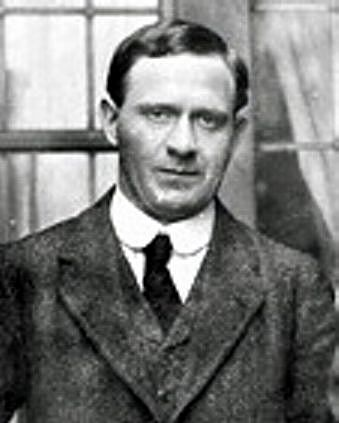
Louis Bernacchi (1910)

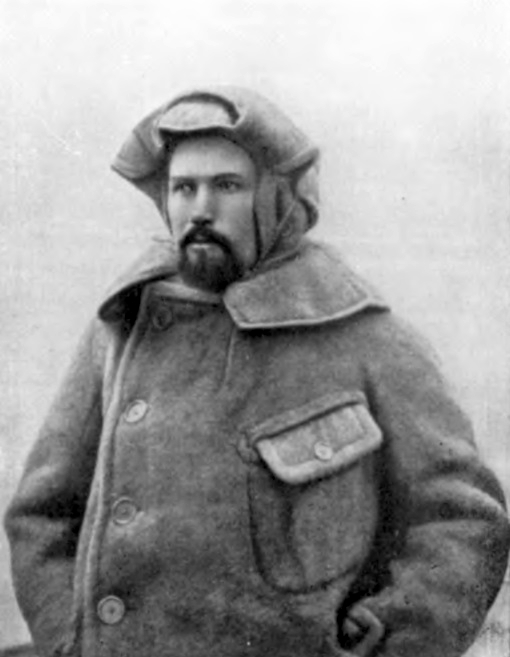
Nicolai Hanson zoológus

A tudósok közt volt a belga–olasz származású, ausztrál Louis Bernacchi, aki a melbourne-i obszervatóriumban a mágnességet és meteorológiát tanulmányozta. Eredetileg az Adrien de Gerlache vezette Belgica-expedícióhoz (1897–1899) szeretett volna csatlakozni, azonban az expedíciós hajó – az eredeti tervekkel ellentétben – nem kötött ki Melbourne-ben. Ehelyett Bernacchi Londonba utazott és jelentkezett Borchgrevink expedíciójába. Bár Bernacchi 1901-ben megjelent, To the South Polar Regions című művében megkérdőjelezte Borchgrevink vezetői képességeit, azonban védelmébe vette az expedíció – a brit tudományos vezetés által vitatott – tudományos eredményeit. Később, 1901-ben Robert Falcon Scott Discovery-expedíciójával visszatért az Antarktiszra. A csapat egy másik tagja, William Colbeck a Morning segédhajó kapitányaként szintén részt vett Scott expedíciójában. Colbeck tapasztalt tengerész volt, a Királyi Haditengerészet tartalékos hadnagyaként szolgált. Emellett a Kew obszervatóriumban mágnesességi tanulmányokat végzett; az expedíció során – Bernacchi mellett – az ő feladata volt a mágnesességi megfigyelések és mérések végzése. Az expedíció vezető zoológusa Nicolai Hanson volt. Hanson a Királyi Frederick Egyetemen (a mai Oslói Egyetemen) végzett biológusként, majd a londoni British Museum és a kristianiai Állattani Múzeum részére készített preparátumokat. Hanson munkáját Hugh Blackwell Evans segítette zoológus-asszisztensként, aki korábban, egy fókavadász út során már járt a Kerguelen-szigeteken. Anton Fougner tudományos asszisztens, a csapat ezermestere, valamint Kolbein Ellifsen szakács az expedíciót megelőzően hivatalnokként dolgozott Kristianiában. Az expedíció orvosa, Herluf Kløvstad egy elmegyógyintézet alkalmazásában állt, Bergenben. A szárazföldi csapathoz tartozott két észak-norvégiai számi kutyakiképző, Per Savio és Ole Must, akik az expedíció legfiatalabb tagjai voltak.
A hajón maradó legénységet Bernard Jensen kapitány vezette, aki Borchgrevinkkel együtt részt vett Bull Antarctica-expedícióján, és komoly, több mint húszéves tapasztalattal rendelkezett a sarkvidéki hajózás területén. A hajó első tisztje Jorgen Petersen, másodtisztje Hans Hansen volt. A vezető gépész, Cristian Olsen és Julius Johannesen gépész a friedrikstadi Jensen and Dahl hajóépítő üzem mérnökei voltak. A legénység többi tagja – egy svéd inast leszámítva – mind norvég tengerész volt.

### Felszerelés
Borchgrevink különös gondot fordított arra, hogy az expedíció bőséges mennyiségű, és a lehető legjobb minőségű felszereléssel és ellátmánnyal induljon útnak. A felszerelés jelentős részét Londonban, a Military Equipment Stores and Tortoise Tents Company Limited társaságnál szerezte be. Ezek között voltak bányászati felszerelések, fegyverek, lőpor, selyem sátrak, kölnivíz, alumínium konyhai eszközök és 53 tábori főző. Az expedíció során használták először antarktiszi körülmények között a Svédországban 1892-ben kifejlesztett Primus-főzőket. A felszerelés részét képezte továbbá több nagy kaliberű Paradox-puska is, mivel ebben az időben még azt feltételezték, hogy az Antarktiszon is ugyanúgy élnek jegesmedvék, mint az Északi-sarkvidéken. A legénység ruházatát rénszarvasbőr és Jaeger teveszőr ruhákkal, lövészkesztyűkkel, gyapjúval bélelt cipőkkel és flanellal bélelt csizmákkal egészítették ki.

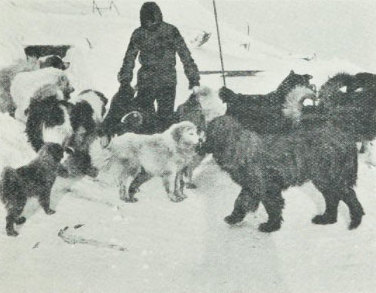
Az expedíció során használtak először kutyákat az Antarktiszon

Az útra rendkívül sokféle, mintegy három évre elegendő ételt és italt vittek magukkal. A parti csapat ellátására – többek között – több tonna kenyeret, marhahúst, sertéshúst, vajat, lekvárt, szárított és sűrített zöldségeket, kávét, kakaót, csokoládéval bevont citromos cukorkákat, tejet és pezsgőt szállítottak magukkal annak érdekében, hogy a sarkvidéki körülmények között is fenntartsák a csapat egészségét.
Az útra – elsőként az antarktiszi expedíciók során – kilencven szibériai és grönlandi szánhúzó kutyát szereztek be, a nagy többségét Szibériából, a Pecsora-völgyből és a Kanyin-félszigetről. A kutyák ellátására 28 tonna tőkehalolajat, halat, húst és ötvennyolc százalék zsírtartalmú zablisztkekszet vittek magukkal. A kutyákat kabátokkal, prémes csizmákkal és sárgaréz láncokkal is ellátták. A sarkvidéki közlekedés céljára a sífelszerelések és kutyaszánok mellett norvég vitorlás szánokat, összecsukható csónakokat és kajakokat vittek magukkal.
Az expedíciós csapat részére két, előre gyártott elemekből készült kunyhót gyártattak az Oslo közelében működő Strømmen Traevarefabrik gyárban, amely a huszadik század fordulóján Norvégia egyik legnagyobb előre gyártott épületeket készítő üzeme volt. A gyár épületei kifejezetten úgy készültek, hogy a szélsőséges éghajlati viszonyokat elviseljék, amelyet jól bizonyít, hogy Borchgrevink kunyhói már több mint egy évszázada, mind a mai napig állnak az Adare-fokon.

## A Southern Cross útja

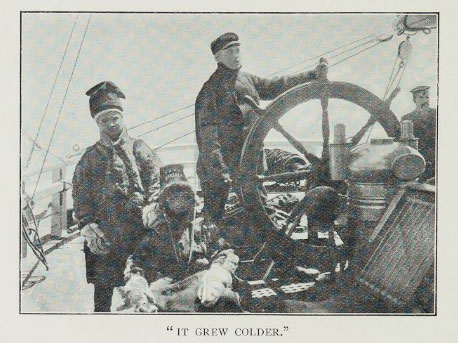
Bernard Jensen kapitány és a két számi, Savio és Must

Miután Borchgrevink végzett az expedíció előkészületeivel, 1898. július 30-án, a Christiania kikötőjében horgonyzó Southern Cross fedélzetén ünnepi fogadást rendezett, melyre meghívta a norvég kormány tagjait, a brit főkonzult, a Christianiai Egyetem professzorait, a város polgármesterét és a sajtó képviselőit. A fogadáson pohárköszöntőt mondtak Viktória brit királynő és II. Oszkár király, Norvégia uralkodója tiszteletére, majd felvonták a brit birodalmi lobogót, amelyet a yorki herceg (a későbbi V. György király) ajándékozott Borchgrevinknek. Ezt követően áthajóztak Londonba, ahol az ott beszerzett felszereléseket és ellátmányt a fedélzetre rakodták. Itt csatlakoztak a legénységhez az expedíció angol résztvevői. 1898. augusztus 19-én Sir George Newness a hajó fedélzetén egy villásreggeli keretében búcsúztatta el az expedíció tagjait, amelyre a londoni tudományos élet és az admiralitás több képviselője is meghívást kapott. A rendezvényen részt vett és beszédet mondott Hugh Robert Mill, a Királyi Földrajzi Társaság titkára is, akit később Sir Clements Markham, a Társaság elnöke hivatalos megrovásban részesített emiatt.

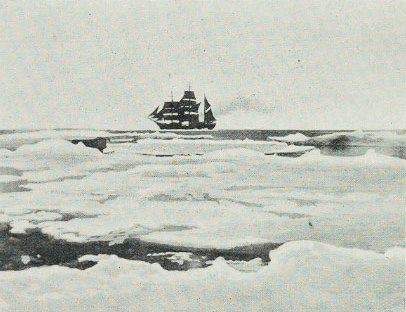
A Southern Cross a jégtáblák között

A Southern Cross 1898. augusztus 22-én futott ki Londonból. Bár a Szuezi-csatornán keresztül rövidebb lett volna az út, a kutyák nagy valószínűséggel nem viselték volna el a nagy hőséget, ezért az Atlanti-óceánon hajóztak dél felé. Madeira (Funchal), a Kanári-szigetek és a Zöld-foki szigetek érintésével, a Jóreménység fokát megkerülve, végül 1898. november 28-án hajóztak be Hobartba, Tasmánia fővárosába.
Az expedíciós csapat két hetet töltött Hobartban, melynek során feltöltötték a készleteket és kipihenték a több mint három hónapos hajózás fáradalmait. Az expedíció tagjait teljes ott tartózkodásuk alatt kiemelt figyelem övezte; tiszteletükre a Tasmániai Királyi Társaság (Royal Society of Tasmania) nagyszabású, 800 fős fogadást szervezett, melyen csaknem a teljes tasmániai politikai és tudományos elit részt vett. Indulásuk előtt a csapat tagjai megkoszorúzták Sir John Franklin szobrát, aki 1837 és 1843 között Tasmánia kormányzója volt.
A Southern Cross 1898. december 17-én futott ki Hobart kikötőjéből. Az útirányt nem egyenesen az Adare-fok felé vették, mivel Ausztráliától délre, a 40° és 50° déli szélesség között uralkodó, viharos nyugati szelek, az ún. „üvöltő negyvenesek” könnyen eltéríthették volna a hajót keletre. Emellett Borchgrevink – William Colbeck navigátor tanácsa ellenére – úgy döntött, hogy útba ejtik a Viktória-földtől 450 kilométerre északnyugatra fekvő Balleny-szigeteket, hogy meghatározzák azok pontos fekvését. Végül ez a kitérő nem bizonyult jó döntésnek, mivel a hajó már 1898. december 31-én, a 61° szélességnél elérte a Ross-tengerhez vezető utat eltorlaszoló zajló jeget, és negyvenhárom napba tellett, amíg ismételten nyílt vízre jutott. A hajó 1899. január 23-án lépte át a déli sarkkört, majd két teljes hétre a jég fogságába került. A Southern Cross kerek, sima hajótestét a jégnyomás nem tudta összeroppantani, mivel az a nyomás hatására a jég felszínére emelkedett. A hajó végül február 14-én kiszabadult a jég fogságából, és 1899. február 17-én lehorgonyzott az Adare-foknál, a part közelében. Megérkezésükkor Bernacchi a következőképpen fogalmazta meg érzéseit: „Először közeledve ehhez a baljós partszakaszhoz, egy ilyen heves, hideg és komor napon, amikor a fedélzetet sodró hó és fagyott tengervíz borítja, a kötélzetet jég fedi, az égbolt olyan fekete, mint a halál, olyan volt, mintha a büntetés ismeretlen földjéhez közelednénk. Belehasított szívünkbe az érzés, hogy ezen a szörnyű parton kell élnünk hosszú hónapokon keresztül, elszigetelve a világtól. A jelenet olyan szörnyű volt a maga szigorúságával, amelynek csak a föld ezen a végén lehetünk tanúi; a páratlan pusztaság földje.”

## Adare-fok

### A téli szállás kialakítása

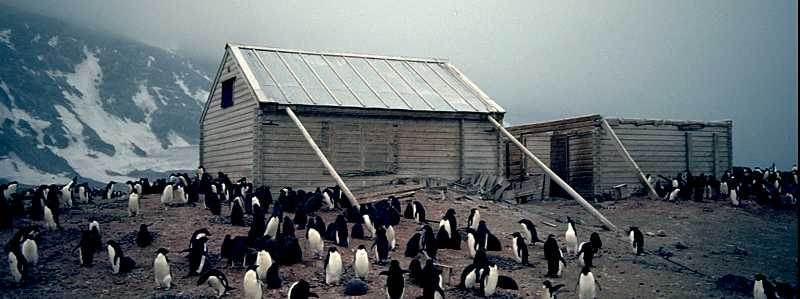
Borchgrevink kunyhói az Adare-fokon

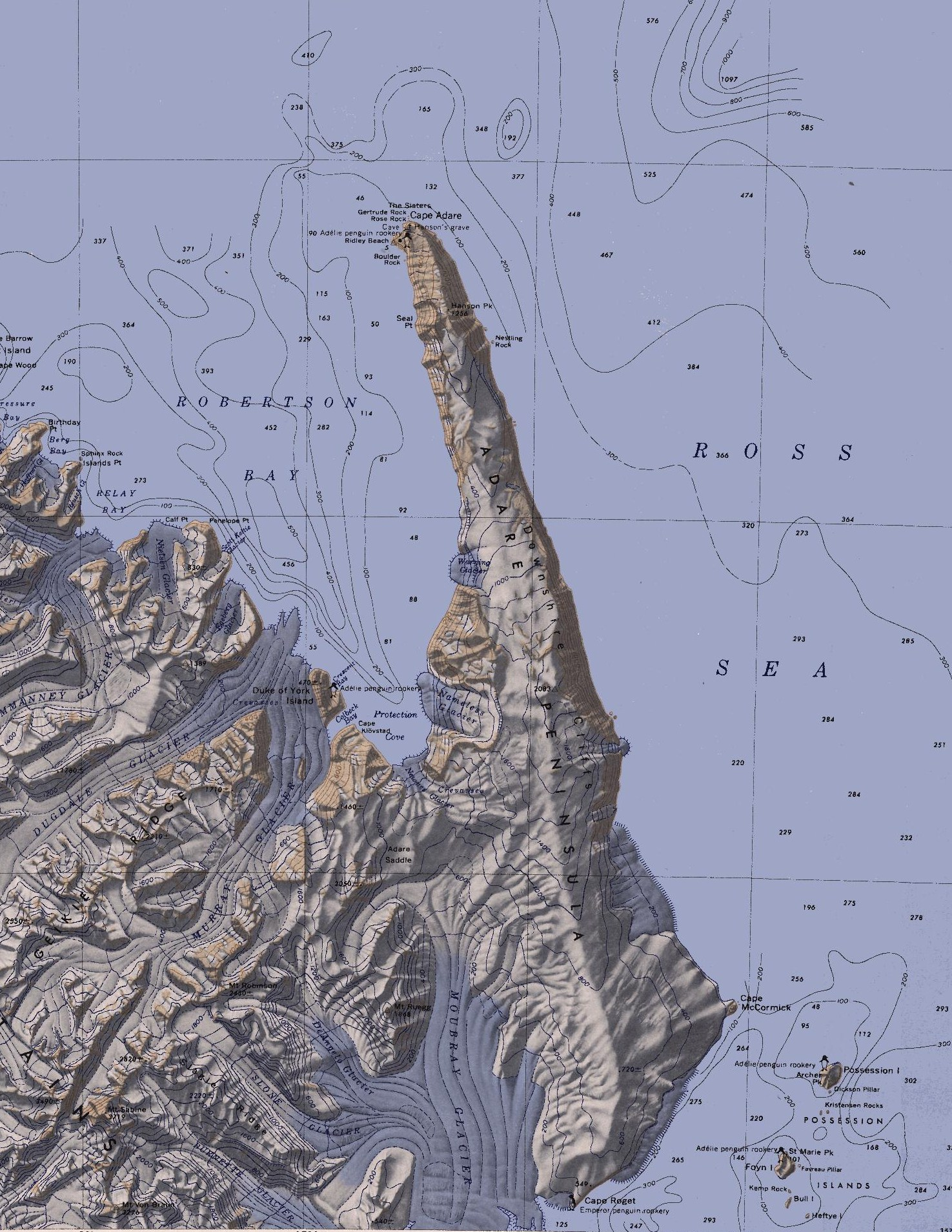
Az Adare-fok topográfiai térképe

A megérkezést követő két hét a felszerelések és eszközök partra szállításával telt. A parton, a tengerszint felett négy méterrel található gerincen két, előre gyártott elemekből készült kunyhót építettek: egy személyzeti szállást és egy raktárhelyiséget. A maradék anyagokból és szállítóládákból egy harmadik, meteorológiai megfigyelésekre használt építményt és a kutyák számára kennelt létesítettek. Ezek voltak az első, ember által alkotott építmények az antarktiszi szárazföldön. A két épület számára 60 centiméter mély alapozást készítettek. A tetőkön földbe temetett horgonyokhoz rögzített kábeleket vezettek át, hogy az erős szélben megtartsák az épületeket, a széloldali tetősíkokat pedig farudakkal meghosszabbították a talaj szintjéig, majd fából, vászonból és fókabőrből készült borítással látták el.
Mindkét épület nagyjából 25 négyzetméter alapterületű volt, és egy fókabőrrel borított védett átjáró kötötte össze őket, amely tárolásra is lehetőséget biztosított. A szigeteléshez gyapjút, szőrmét és papírmasét használtak, a lakóépület ablakait dupla üvegezéssel látták el. A személyzeti szállás bejáratának mindkét oldalán két kis helyiség került kialakításra: az egyiket a műszerek tárolására és fényképész sötétkamraként használták, a másik eredetileg Borchgrevink irodájaként szolgált, majd később Hugh Blackwell Evans itt végezte az állatpreparátumok elkészítését. A falak mentén kialakított hálóhelyiségeket úgy tervezték meg, hogy azokat egy elcsúsztatható panellel lehessen zárni. Végül csak a két számi, Ole Must és Per Savio hálóhelyisége került ilyen módon leválasztásra, a többiek megelégedtek azzal, hogy egy függöny takarja el a hálóhelyüket. A kunyhó közepén egy nagy L alakú asztal és egy kerekeken álló tűzhely került elhelyezésre. A világítást a dupla üvegezésű és redőnyökkel ellátott ablak és a közösségi térben elhelyezett olajlámpa biztosította.
Miután 1899. március 2-án befejezték a téli szállás kialakítását, Borchgrevink – anyja tiszteletére – Camp Ridley névre keresztelte a tábort, majd felvonták a brit birodalmi lobogót, amelyet a yorki herceg (a későbbi V. György király) ajándékozott az expedíciónak. A Southern Cross még aznap elhajózott Ausztrália felé.

### Az első felfedezőút
Mivel csak néhány hét volt a sarki tél beálltáig, ezért fontos volt, hogy a fennmaradó időt kihasználják a felszerelések tesztelésére és a táborhoz közel eső területek feltérképezésére. 1899. április 22-én Borchgrevink, Bernacchi, Fougner és Savio három szánnal, húsz kutyával és húsz napi ellátmánnyal a Robertson-öböl befagyott jegén elindult, hogy az öböl keleti partvidékét felderítse. Az első nap sötétedéskor egy magas, függőleges sziklafallal körülvett kis partszakaszon tábort vertek. Éjszaka erős vihar csapott le rájuk, így a teljes felszerelést egy kőhalom tetejére hordták fel. A viharban a felcsapó hullámok az embereket, kutyákat és a felszerelést teljesen eláztatták és jégréteggel vonták be. Másnapra elült a vihar, azonban az öböl jege teljesen felszakadozott. Mivel nem tudták folytatni útjukat, Fougner és Savio egy összecsukható csónakkal elindult vissza a táborhoz, hogy segítséget hozzon. Éjszakára ismét zajló jeget hozott a szél az öbölbe, ezért a csónakkal ismét partra kellett szállni, és a két férfi visszatért Borchgrevinkékhez. Végül a jéggel borított sziklafalon lépcsőket és ösvényeket vágva sikerült feljutniuk a közel 150 méter magas sziklafal tetejére. Bár a többnapos, életveszélyes visszaút során mind a húsz kutyát és a felszerelés jelentős részét elvesztették, a négy férfi végül sértetlenül tért vissza a téli szállásra.
A sikertelen felfedezőút mellett ebben az időszakban állatpéldányokat gyűjtöttek preparálás céljára, és fókákra és pingvinekre vadásztak, hogy kiegészítsék élelmiszer- és fűtőanyagkészleteiket. Ahogy közeledett a tél, a szabadtéri tevékenységek egyre ritkultak.

### Az antarktiszi tél
1899. május 15-én végül a nap utolsó sugarai is eltűntek, és egészen július 27-ig vissza sem tértek. Ezzel beköszöntött a teljes sötétség időszaka. Az orkán erejű szél- és hóviharok hevesen rázták a kunyhókat, a meteorológiai megfigyelőponton a szélmérőt pedig letépték a tengelyéről. A pár száz méterre lévő meteorológiai megfigyelőpont megközelítése is jelentős nehézségekbe ütközött, többen a műszerek leolvasása során fagyási sérüléseket szenvedtek. Hugh Blackwell Evans egy alkalommal a nagy hóviharban a műszerektől nem talált vissza a kunyhóba, társai csak többórás keresés után találtak rá, teljesen kimerült állapotban. A mindennapi munka helyét ebben az időszakban átvette az olvasás, a sakkozás és a kártyázás. A társasági életet előadásokkal, közös énekléssel és diavetítésekkel próbálták fenntartani. Savio egy rögtönzött szaunát is készített a bezártság időszakának könnyebb elviselésére. A monotonitás és a tétlenség miatt azonban többen a depresszió tüneteivel küzdöttek. Ahogy Borchgrevink fogalmazott, a legnagyobb megpróbáltatás az expedíció során a sötétség időszakának az elviselése volt.

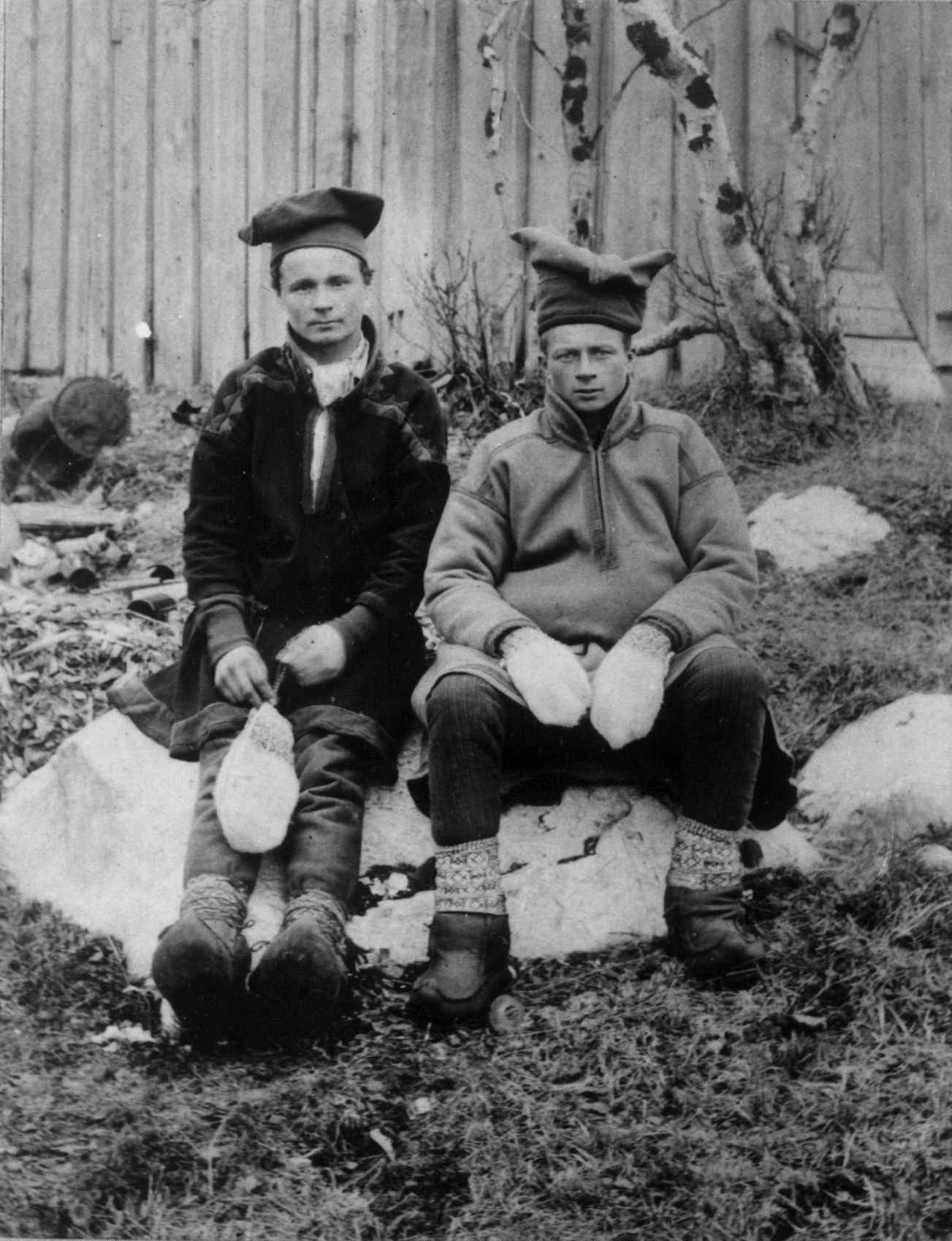
A két számi: Ole Must és Per Savio

A csapat alapellátása kifejezetten jó volt; nem volt hiány kávéban, teában, vajban, halkonzervben, különféle sajtokban, levesekben, pudingban, burgonyában és zöldségekben. Néhányan azonban ennek ellenére nehezményezték, hogy bizonyos készletek, így különösen a konzervgyümölcsök és a dohány nagy része az expedíciós hajó fedélzetén maradt.
A bezártságnak ebben az időszakában mutatkoztak meg leginkább Borchgrevink vezetői hiányosságai, amit Bernacchi úgy fogalmazott meg, hogy elfogadott hierarchia hiányában a „demokratikus anarchia” állapota volt az uralkodó, „kosszal, rendetlenséggel és tétlenséggel”. További problémát jelentett Borchgrevink tudományos képzettségének és a mérőeszközök kezelésével kapcsolatos ismereteinek hiánya, melynek folytán megbecsültsége egyre csökkent a társaságban. Ennek ellenére a csapathoz tartozó tudósok az egész tél folyamán fenntartották a tudományos mérések folyamatosságát.

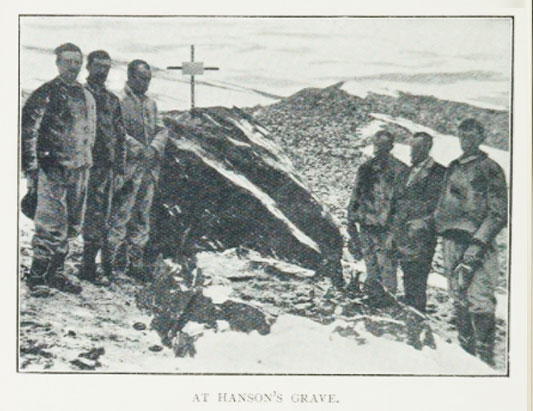
Nikolai Hanson sírjánál

Ebben az időszakban több, majdnem végzetes kimenetelű baleset is történt. Az egyik hálóhelyen égve hagyott gyertya tüzet okozott a kunyhóban, és mire a lángokat sikerült megfékezni, jelentős károkat okozott. Később az expedíció három tagja alvás közben kis híján füstmérgezést kapott a széntüzelésű kályhában égve maradt tűztől; szerencséjükre Bernacchinak időben sikerült a kunyhó ajtaját kinyitnia és a friss levegőt beengedni.
A szerencsés megmeneküléseket követően végül bekövetkezett a tragédia. A tél során, 1899 júniusában Nicolai Hanson, a csapat zoológusa súlyosan megbetegedett. Az expedíció orvosa, Herluf Kløvstad véleménye szerint skorbut vagy beri-beri támadta meg a szervezetét, melyet emésztőrendszeri fertőzés is súlyosbított. Louis Bernacchi leírása szerint Hanson súlyos fejfájástól szenvedett és gyakorlatilag nem tudott lábra állni. Végtagjai duzzadtak voltak és szinte teljesen érzéketlenek; akár egy tűt is bele tudtak szúrni anélkül, hogy fájdalmat érzett volna. Bár állapota a kezelések ellenére folyamatosan romlott, és egy idő után képtelen volt elhagyni a szállást, Bernacchi elmondása szerint a csapat egyik legvidámabb tagja volt, gyakran szórakoztatta őket a norvég hegyek közt átélt élményeivel. Végül szervezete nem bírta tovább a megpróbáltatásokat, és 1899. október 14-én, hajnali 3 órakor elhunyt. Kérésének megfelelően az Adare-fok feletti hegygerincen temették el, ahol a sírhelyet dinamittal kellett a kemény, fagyott talajból kirobbantani. Miután a norvég zászlóval borított fakoporsót a sírba eresztették és eltemették, a sírt egy nagy kőhöz rögzített, fából készült kereszttel és táblával jelölték meg. Hanson volt az első ember, akit az antarktiszi szárazföldön temettek el.

### Felfedezőutak a Robertson-öbölben

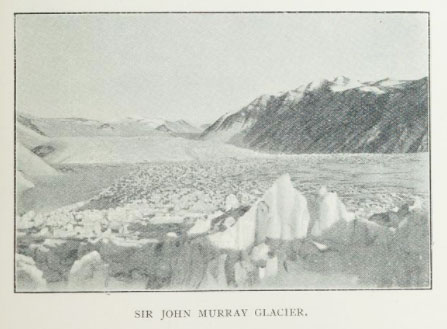
Murray-gleccser

A tavasz közeledtével a csoport ambiciózusabb felfedezőutakra készült kutyák és szánok segítségével. A kutatások célja az volt, hogy utat találjanak a szárazföld belseje felé. A túrák során, a Robertson-öböl közepén felfedeztek egy apró szigetet, amelyet az expedíció támogatójáról York hercege-szigetnek kereszteltek el. A sziget egy viszonylag védett részén egy bázist hoztak létre a déli Admiralitás-hegységben található Mount Sabine elérésérére tett kísérletekhez. Borchgrevink elképzelései szerint, ha meg tudják mászni a hegy 3000 m-nél magasabb gerincét, onnan fel tudják térképezni a Viktória-föld belső területeit. A Midwinter Camp névre keresztelt bázis egy palakunyhóból, egy élelmiszerraktárból és különböző felszerelésekből állt.
A szigetről Borchgrevink két, az öbölbe torkolló gleccsert figyelt meg délen, melyeket Murray-gleccsernek és Dugdale-gleccsernek nevezett el. A két gleccser közötti hegygerinc, a Geikie-hát (Borchgrevink eredeti elnevezése szerint Geikie-föld) volt az első célpontja a szigetről induló túráknak. A csapat haladását jelentősen megnehezítették a meredek emelkedők és gleccserszakadékok. A túra során az egyik számi, Savio egy gleccserszakadékba zuhant, azonban a nála lévő, korábban Borchgrevinktől kapott zsebkés segítségével sikerült kapaszkodókat vágnia a jégbe, és így – csodával határos módon – kijutott a mély jégveremből.
Több napon keresztül kísérleteztek a hegygerincre történő feljutással, melynek során 1800 méteres magasságig is eljutottak, azonban nem sikerült járható utat találniuk. Borchgrevink feltételezéseiről, mely szerint a táborhelyről a kontinens belső területei könnyen megközelíthetők, bebizonyosodott, hogy tévesek voltak. Az Adare-fokot övező gleccserekkel borított hegylánc lehetetlenné tette az átkelést, és a felfedező tevékenységet a fok közvetlen szomszédságában lévő területekre, a Robertson-öböl térségére korlátozta. Ettől függetlenül Borchgrevink alapvető expedíciós tervét, az antarktiszi szárazföldön való áttelelést és a tudományos méréseket, megfigyeléseket megvalósította. A csapat – ennek körében – részletesen feltérképezte a Robertson-öböl és a York hercege-sziget partvidékét és az öböl mentén elterülő hegyláncokat, feltárta a terület geológiáját, állat- és növényvilágát, folyamatos meteorológiai és mágnességi méréseket végzett és számtalan kőzetmintát, állat- és növénypéldányt gyűjtött későbbi tudományos elemzés céljára.
1900. január 28-án a Southern Cross visszatért az Adare-fokra. Kora reggel, amikor a tábor lakói még aludtak, Jensen kapitány belépett a kunyhóba, a magával hozott postazsákot az asztalra dobta, és elkiáltotta magát: „Posta!”

## A Ross-tenger felderítése

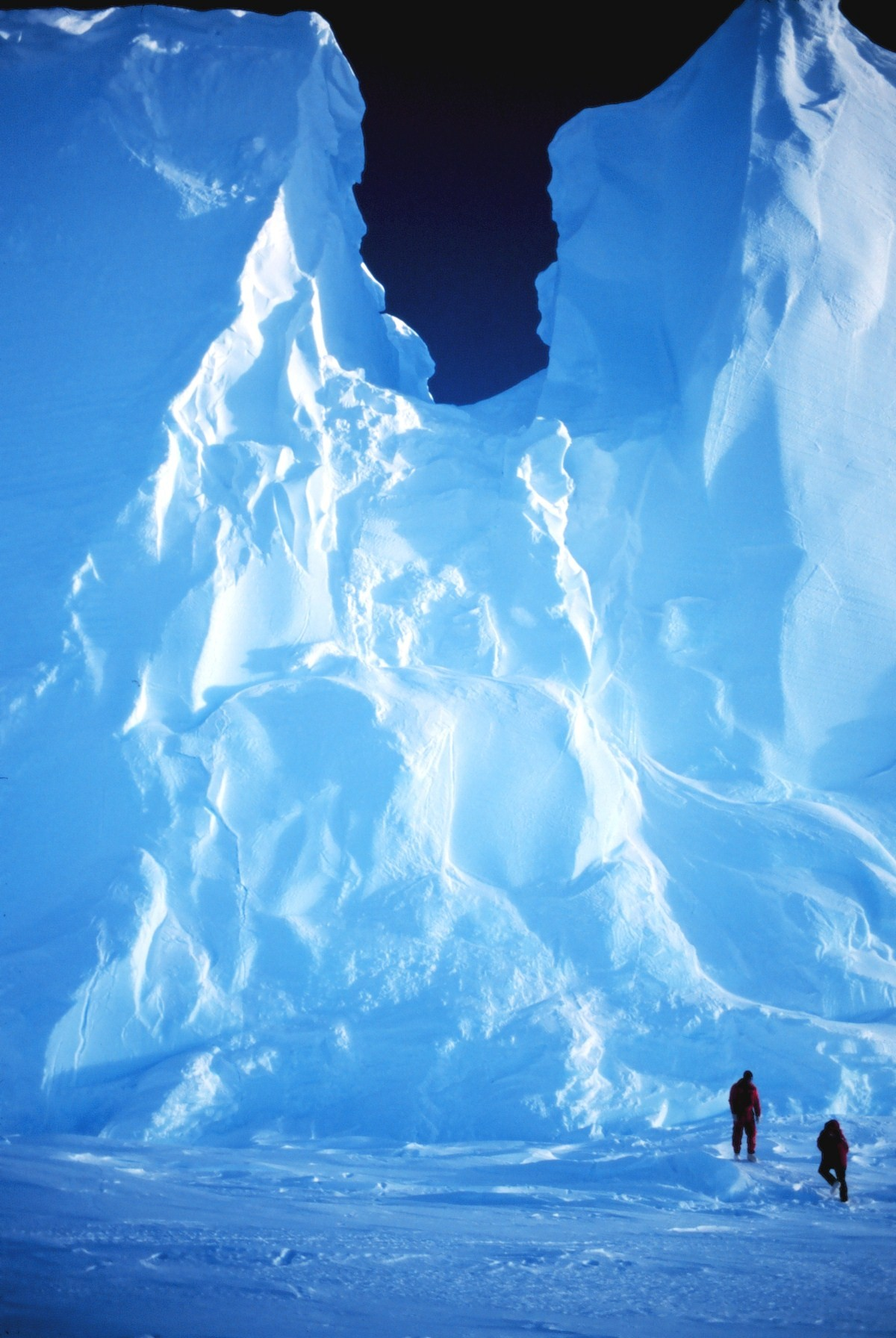
A Ross-selfjég a Bálna-öbölnél

A Southern Cross visszatérését követően a parti csapat sietősen tábort bontott (a táborban hagyva több mint egy évre elégséges tüzelőanyagot, ellátmányt és eszközöket), meglátogatta Hanson sírját, és a hajó február 2-án elhagyta az Adare-fok térségét. A távozás körülményeit jól szemlélteti Edward Wilson megállapítása, aki két évvel később, 1902 januárjában, a Discovery-expedíció tagjaként járt az Adare-fokon: „Körös-körül szemétdombok, mindenütt hegyekben állnak az ellátmányos ládák, döglött madarak, fókák és kutyák, szánfelszerelések […] és az ég tudja még mi minden más.”
A Southern Cross a téli szállás elhagyását követően dél felé vette az irányt, a Viktória-föld partvonalát követve. Kikötöttek a Possession-szigeten, ahol 1895-ben Bull és Borchgrevink partra szállt. A szigeten megtalálták az ott hagyott fémdobozt és benne Bull üzenetét, melyet kiegészítettek a saját expedíciójukra vonatkozó legfontosabb adatokkal. Szintén partra szálltak a Coulman-szigeten, ahol még előttük nem járt ember. Mindössze húsz perc tartózkodást követően azonban elhagyták a szigetet, mert a magas mágnességgel rendelkező bazaltos kőzet lehetetlenné tette a pontos mágnességi méréseket. Két nappal később a Wood-öbölben kikötöttek a Mount Melbourne-vulkán lábánál. Bernacchi véleménye szerint ez a hely sokkal alkalmasabb lett volna a téli szállás kialakítására, mivel a szárazföldbe mélyen benyúló öbölben a hajók teljes biztonságban át tudnak telelni, a hosszú kavicsos partszakaszról pedig nagyobb mozgástér nyílik a szárazföld belseje és a – számításai szerint – 200-300 mérföldre található déli mágneses pólus elérésére.

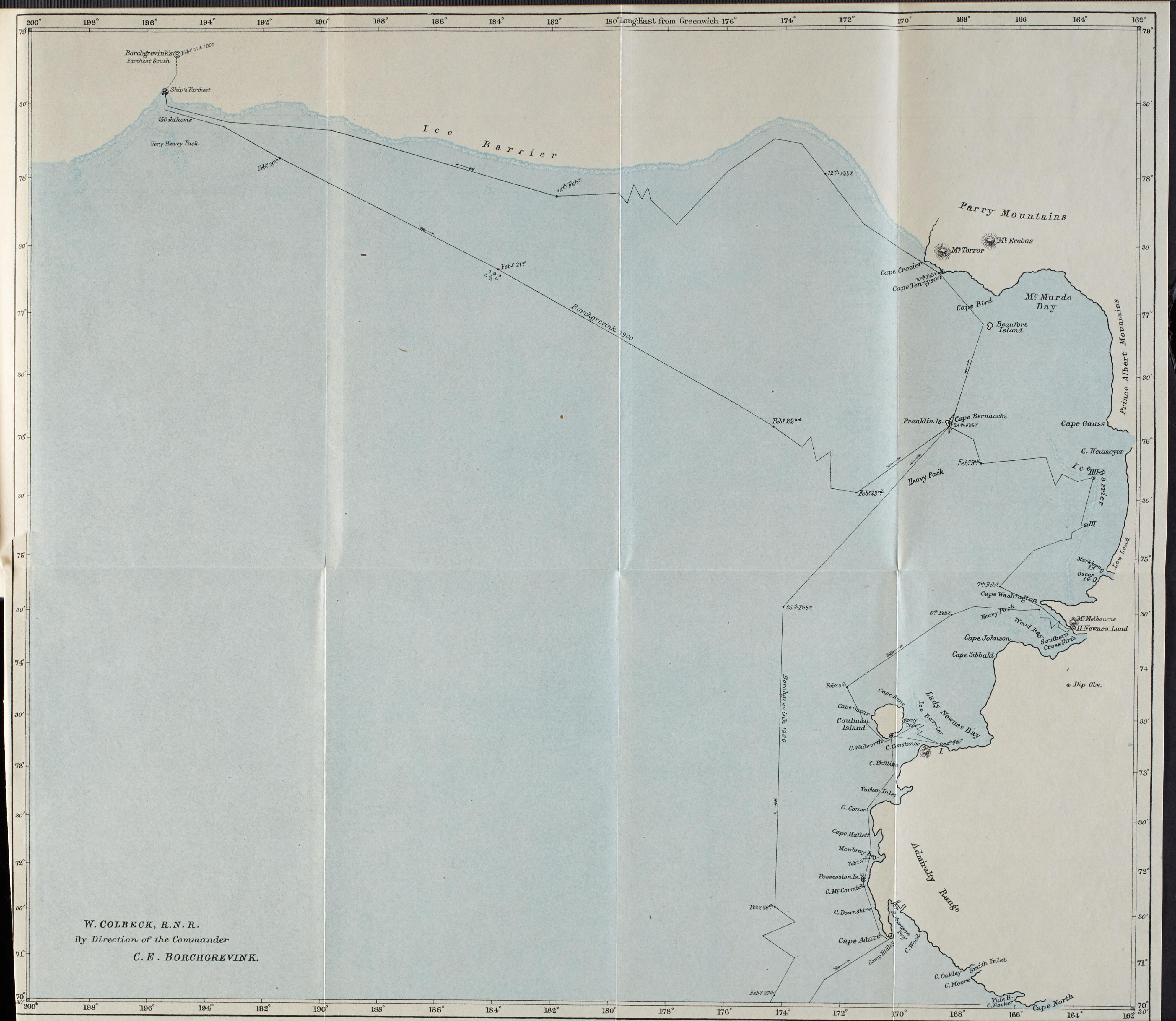
A Southern Cross útja a Ross-tengeren (William Colbeck térképe)

Továbbhajózva útközben több szigetet is felfedeztek, melyek közül az egyiket Borchgrevink Sir Clements Markhamről nevezett el. Ez a gesztus sem változtatta meg azonban Markham Borchgrevinkkel szemben táplált ellenszenvét. A hajó tovább haladt a Ross-szigetre, hogy megfigyeljék a Mount Erebus-vulkánt és kikössenek a Crozier-foknál, a Mount Terror-hegy lábánál. Borchgrevink és Jensen kapitány a Crozier-foknál partra szállt egy keskeny törmelék-partsávon, hogy kőzetmintákat gyűjtsön. Ekkor a Mount Terror gleccserköpenyéből egy nagy, többtonnás jégdarab letört, és a szökőár végigsöpört a partszakaszon, ahol tartózkodtak. A két ember csak nagy szerencsével, egy sziklába kapaszkodva élte túl a fejük felett átgázoló hullámokat.
Ezután James Clark Ross hatvan évvel korábbi útvonalát követve kelet felé haladtak a Ross-selfjég (korabeli nevén a Nagy jégfal) mellett, ahol Ross óta senki sem járt. 1900. február 11-én a hajó elérte a 78°50' déli szélességet, mellyel délebbre jutottak, mint Ross 1842. február 23-án felállított rekordja. A magas jéghegyek között haladva a hajóra vastag jégpáncél fagyott, amely jelentősen megnehezítette az előrehaladást. A selfjég szélén végül egy keskeny öblöt találtak, amelyet Shackleton később a „Bálnák öblének” nevezett el, ahova behajózva egy olyan területre leltek, amely a lejtése alapján alkalmasnak mutatkozott arra, hogy partra szálljanak. Végül 1900. február 16-án Borchgrevink, William Colbeck és Per Savio – elsőként – partra szállt a selfjégen, és kutyákkal és szánokkal 16 kilométert (10 mérföldet) haladtak dél felé, mellyel új rekordot állítottak fel a 78°50' déli szélesség elérésével. Korábban senki nem jutott ennyire közel a földrajzi Déli-sarkhoz. Azzal, hogy Borchgrevink elsőként utat talált a Ross-selfjég felszínére, kivívta Amundsen elismerését: „El kell hogy ismerjük, hogy azzal, hogy Borchgrevink feljutott a Nagy jégfal tetejére, megnyitotta az utat dél felé, és elhárította a legnagyobb akadályt a későbbi expedíciók elől.” Tíz évvel később ugyanazon a helyen, a Bálna-öbölnél hozta létre Amundsen a „Framheim” alaptábort, ahonnan végül meghódította a Déli-sarkot.
Észak felé haladva a Southern Cross megállt a Franklin-szigeten, ahol mágnességi méréseket végeztek. Ezek a mérések összevetve az Adare-foki mérésekkel azt támasztották alá, hogy a déli mágneses pólus ténylegesen a Viktória-föld belső területein van, azonban a korábban feltételezett helytől északnyugatra. A számítások helyessége végül, kilenc évvel később, Ernest Shackleton Nimrod-expedíciója során megerősítést nyert. Edgeworth David, Douglas Mawson és Alistair Mackay 1909. január 16-án, a 72°15' déli szélességnél és a 155°16' keleti hosszúságnál, a Viktória-föld belsejében érték el a déli mágneses pólus számított helyét.
A Southern Cross ezt követően hazafelé vette az irányt, és 1900. április 1-én kikötött Új-Zélandon. Borchgrevink az Australia gőzhajó fedélzetén június elején tért vissza Nagy-Britanniába.

## Az expedíció tudományos eredményei
Bár a Southern Cross-expedíció szárazföldi tevékenységének nagy része egy szűk földrajzi terület, az Adare-fok és a Robertson-öböl területére korlátozódott, azonban az egy éven keresztül folyamatosan végzett tudományos megfigyelések és mérések, valamint az expedíció során gyűjtött kőzetminták, növény- és állatfajok jelentősen hozzájárultak az Antarktisz éghajlatára, mágneses viszonyaira, állattanára és geológiájára vonatkozó tudományos ismertekhez. Az expedíció során gyűjtött tudományos és gyakorlati tapasztalatok számottevően elősegítették a későbbi expedíciók sikereit.
A természettudományi kutatásokkal kapcsolatban Borchgrevink kimondott elvárása az volt, hogy minél nagyobb mennyiségű anyagot és adatot gyűjtsenek a későbbi szakszerű, tudományos elemzéshez. Kiemelte, hogy egy ilyen úttörő jellegű expedíció során nem valósítható meg, és nem is kívánatos, hogy az összegyűjtött anyagokat olyan mostoha körülmények között kíséreljék meg elemezni, melyek között éltek és dolgoztak.
Az expedíció során gyűjtött tudományos adatok elsőként Borchgrevink First on the Antarctic Continent és Bernacchi To the South Polar Regions című, fotókkal és rajzokkal gazdagon illusztrált könyveiben kerültek kivonatos formában publikálásra. Az expedíció állat- és növénytani gyűjteménye, valamint az annak során gyűjtött kőzetminták részletes elemzéséről a londoni Természettudományi Múzeum jelentetett meg tudományos publikációt.
Az expedíció az áttelelés egy éve alatt részletesen feltárta és feltérképezte az Adare-fok és Robertson-öböl partvidékét és part menti területeit. A Ross-tengeri út során sokkal kedvezőbb időjárási és jégviszonyokkal találkoztak, mint Ross hatvan évvel korábbi expedíciója, így a Viktória-föld keleti partvidékéről, a Ross-sziget és a Ross-selfjég parti területeiről a korábbinál részletesebb térképeket tudtak készíteni. William Colbeck részletes és hiteles térképei alapján megállapítható volt, hogy a Ross útja óta eltelt időszakban a jégfal nagyságrendileg harminc mérfölddel visszahúzódott és a megközelítését megnehezítő, part menti vízfelszínt nem fedi olyan mennyiségű összetorlódott jégtömeg, mint korábban. Az expedíció számos gleccsert, szigetet és egyéb földrajzi képződményt fedezett fel és nevezett el, melyek túlnyomó többsége mind a mai napig a Borchgrevink által adott nevet viseli.

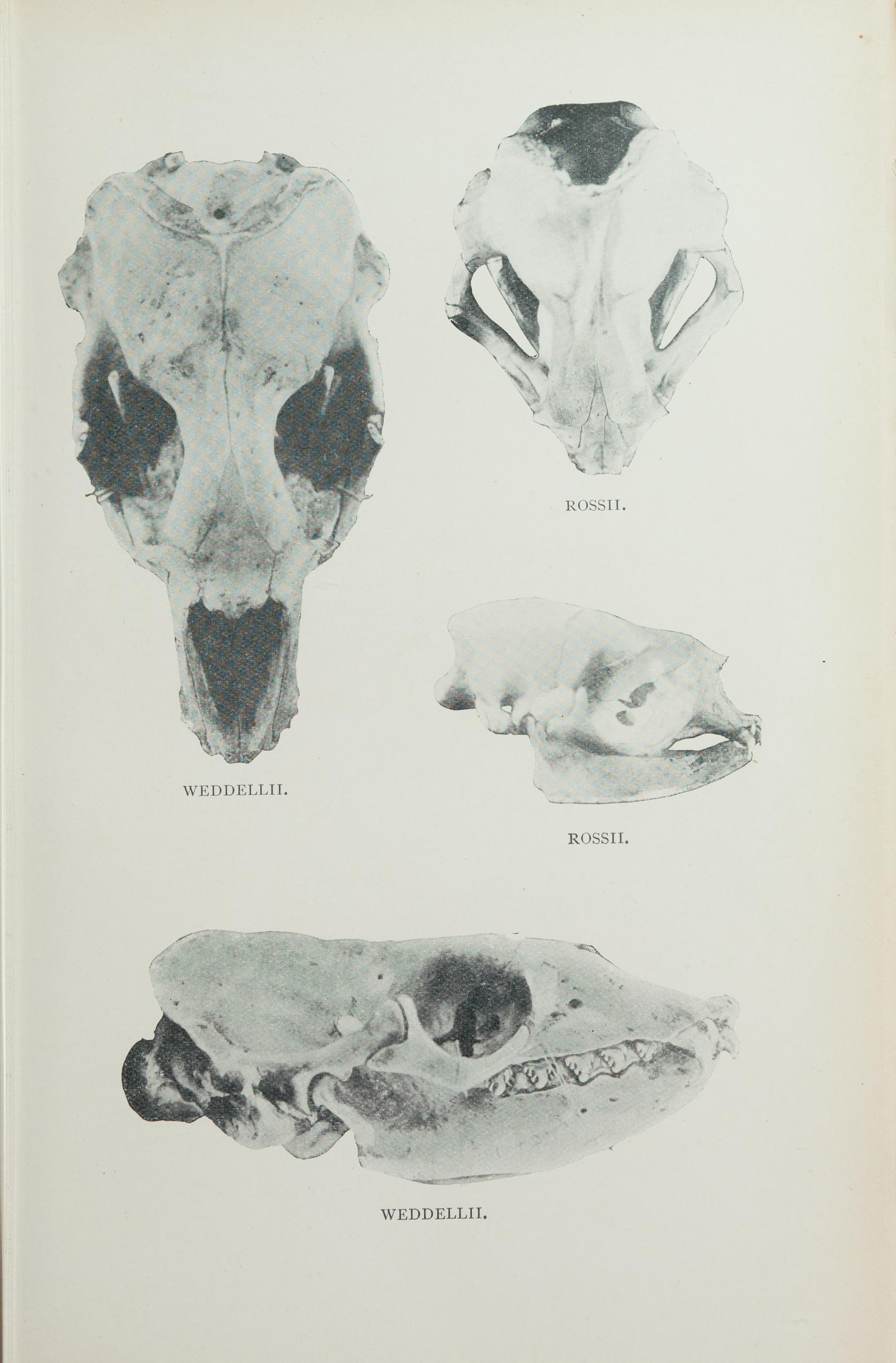
Fókakoponyák Hanson gyűjteményéből

A csapat Louis Bernacchi és William Colbeck irányítása mellett egy teljes éven keresztül, 1899 februárjától 1900 februárjáig – a legszélsőségesebb időjárási körülmények között is – folyamatosan végezte a meteorológiai és mágnességi méréseket. Kilenc hónapon keresztül reggel 9-től este 9-ig, a három téli hónapban pedig mind nappal, mind éjjel kétóránként leolvasták a műszereket. A leolvasások mellett telepített automata légnyomásmérővel (barográffal) és hőmérővel (termográffal) folyamatosan rögzítették a légnyomás és a hőmérséklet változását, egy Campbell-Stokes rendszerű napfénytartammérővel pedig az időszaki napfénytartamot. Az expedíció során az Adare-fokon mért legmagasabb hőmérséklet 9,3 °C volt (1900. február 24-én), míg a legalacsonyabb hőmérséklet –41,9 °C (1900. augusztus 5-én). A tábor körül mért szélerősség több alkalommal is meghaladta a 145 km/h mértéket. A széllökések erejét jól mutatja, hogy végül leszakították az állványáról és összetörték a kihelyezett szélmérőt (anemométert).
Bár a déli mágneses pólus elérésére vonatkozó eredeti célkitűzést meghiúsították az Adare-fok földrajzi viszonyai, azonban Bernacchi méréseivel helyesen állapította meg a pólus korabeli megközelítő helyét. Bernacchi az út meteorológiai megfigyeléseiről készült tanulmányában rámutatott, hogy az Adare-fokon az uralkodó széljárás markánsan kelet-délkeleti vagy délkeleti, míg a megfigyelt felhők alapján a felsőbb légáramlatok a földrajzi Déli-sark irányába tartanak. Ebből – helyesen – arra a következtetésre jutott, hogy a sarkvidéket egész évben anticiklon uralja, melyet a föld forgása balra eltérít. Összességében elmondható, hogy az expedíció során először gyűjtöttek szisztematikus meteorológiai és mágnességi adatokat a terület időjárási jellemzőiről, azok időszaki változásairól, ezzel lefektették az antarktiszi klímatudomány alapjait.
Az expedíció során, Nicolai Hanson, vezető zoológus irányításával kiterjedt gyűjteményt hoztak létre az antarktiszi területeken honos állatok (így különösen fókák, madarak, sekélyvízi élőlények) és növények példányaiból. Az expedíció során összeállított állattani gyűjteményt, preparátumokat, valamint az Adare-fokon és a Ross-tengeri szigeteken gyűjtött kőzetmintákat a Southern Cross visszatérését követően, 1900 októberében – George Newnes kérésére – átadták a londoni Természettudományi Múzeumnak (Natural History Museum). A gyűjtemény azonban a hazaút során súlyos károkat szenvedett, és Hanson az expedíció során készített tudományos feljegyzéseinek nyoma veszett. A múzeum és Borchgrevink között heves, nyilvános vita alakult ki Hanson jegyzetfüzeteinek eltűnése miatt. Louis Bernacchi – más expedíciós tagok által megerősített – előadása szerint Hanson, halálát megelőzően, az állattani jegyzeteket és a gyűjtemény darabjainak leírását tartalmazó jegyzetfüzeteket átadta Borchgrevinknek, aki azonban tagadta ennek megtörténtét. Az a tény, hogy a jegyzetek nem kerültek elő, jelentősen megnehezítette a preparátumok beazonosítását és rendszerezését, mivel azok nagyrészt nem voltak felcímkézve. A múzeum ezután felvette a kapcsolatot Hanson özvegyével, aki a múzeum rendelkezésére bocsátotta Hanson biológiai megfigyeléseket is tartalmazó személyes naplójának angol fordítását, melyet Hanson apja, Anton Steger Hanson készített. A töredékes források alapján a Southern Cross-expedíció állattani kutatásainak eredményeit Ray Lankester múzeumigazgató 1902-ben tette közzé több mint 300 oldalas tanulmányában.

## Az expedíció fogadtatása
Borchgrevink hazatérését követően az expedíció fogadtatása meglehetősen hűvös volt. A brit közérdeklődés figyelmét a Dél-Afrikában folyó búr háború, a kínai bokszerlázadás és a tervezett nemzeti expedíció kötötte le, melynek parancsnokává épp akkor nevezték ki Robert Falcon Scottot. Borchgrevink expedíciója, amelyet csak nevében tartottak britnek, nem kapott kiemelt figyelmet tudományos körökben sem. A Southern Cross-expedíció kétségtelen eredményei ellenére a Sir Clemets Markham irányítása alatt álló tudományos körökben továbbra is nehezteltek Borchgrevinkre, hogy elfogadta Newnes támogatását. Borchgrevink hitelességét és elfogadottságát nem segítette elő a Newnes lapjaiban megjelent cikkeinek nagyképű hangvétele sem.

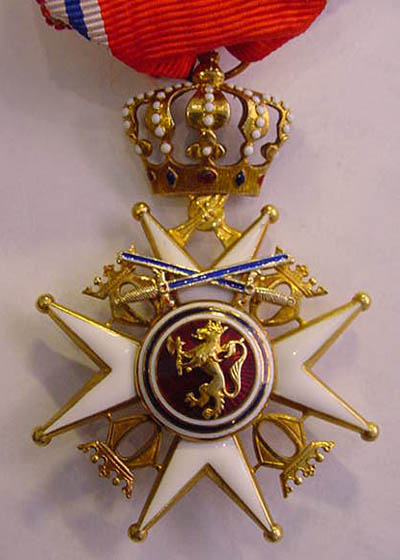
Szent Olaf-rendjel, karddal

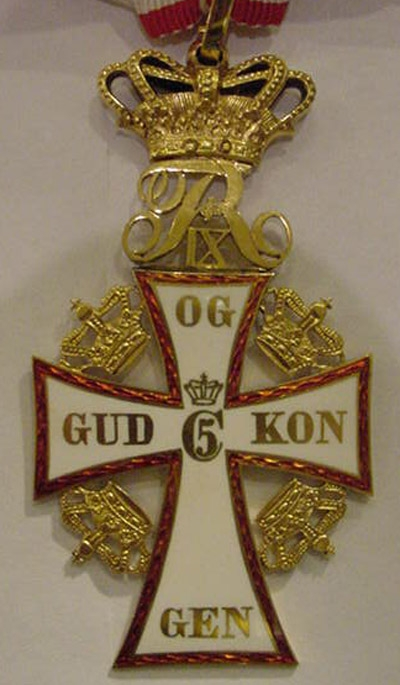
Dannebrog-rendjel IX. Frigyes idejéből

Szintén számos kritika érte a rohamtempóban megírt és 1901-ben megjelent expedíciós beszámoló, a First on the Antarctic Continent újságírói stílusa és kérkedő megfogalmazása miatt. A könyv megjelenését követően Borchgrevink egy előadói körutat tett Angliában és Skóciában, ahol a Skót Királyi Földrajzi Társaság tagjává választották, majd 1902-ben, amerikai előadói körútja során az Amerikai Földrajzi Társaság tagságát is elnyerte. Nem sokkal később megjelent Bernacchi To the South Polar Regions című könyve is, amelyben beszámolt az expedícióval kapcsolatos tapasztalatairól.
A kritikák ellenére Borchgrevink nagy sikerként tekintett az expedícióra. Az általa felderített területet egy „aranybányaként”, egy „új Klondike-ként” írta le, ahol mérhetetlen bőségben találhatók halak, fókák, madarak és értékes fémeket tartalmazó „kvarckristályok”. Könyvében részletesen felsorolta az expedíció fő eredményeit, melyeket a következőkben jelölt meg: annak bizonyítása, hogy a Viktória-földön át lehet telelni; egy éven keresztül tartó folyamatos meteorológiai és mágnesességi megfigyelések; a déli mágneses pólus jelenlegi helyzetének meghatározása; új fajok, rovarok felfedezése, a sekélyvízi élővilág tanulmányozása; a partvidék feltérképezése és új szigetek felfedezése; az első partraszállás a Ross-szigeten; a Nagy jégfal felmérése; új déli rekord felállítása a 78°50’ déli szélesség elérésével.
Későbbi értékelések rámutattak, hogy a Adare-fokon kiválasztott téli szállás, a hely fekvése miatt lehetetlenné tette az Antarktisz belső területeinek elérését és komolyabb felfedezését.
Az expedíció tudományos eredményei elmaradtak a várakozásoktól, részben Nikolai Hanson természettudományi feljegyzéseinek eltűnése miatt. Mivel Borchgrevinket felelősnek tartották a feljegyzések és a Hanson által gyűjtött leletek elvesztéséért, később komoly vitába került Hanson munkáltatójával, a Londoni Természettudományi Múzeummal.
A visszatérést követő években Borchgrevinket elismerésben részesítette az Amerikai Földrajzi Társaság, Norvégiában a Szent Olaf-rend lovagkeresztjével, Dániában pedig a Dannebrog-rend lovagkeresztjével tüntették ki. Később Ausztriában „Ferenc József Birodalmi Rend” kitüntetéssel ismerték el érdemeit. Angliában azonban hosszú éveken keresztül teljes mértékben figyelmen kívül hagyták az expedíció eredményeit, annak ellenére, hogy Hugh Robert Mill azt egy, a későbbi expedíciós munkák szempontjából fontos, „kitűnő, úttörő jellegű munkának” minősítette. David Crane történész később rámutatott, hogy véleménye szerint, ha Borchgrevink a brit haditengerészet tisztje lett volna, Angliában sokkal komolyabban vették volna eredményeit. Végül, 1930-ban – felesége és pártfogói közbenjárására – a londoni Királyi Földrajzi Társaság a Patron’s Medal érdeméremmel tüntette ki, elismerve azt, hogy „a Borchgrevink által leküzdött nehézségeket korábban alábecsülték”. Ahogy megfogalmazták: „Csak Scott északi csapatának tapasztalatai után ismerték fel, hogy az Adare-fok térségében lehetetlen volt többet elérni, mint amit Borchgrevink megvalósított. Ekkor derült ki, hogy nem kezelték jelentőségéhez mérten a Southern Cross-expedíció úttörő munkáját, amelyet a brit lobogó alatt és egy brit támogató költségén hajtottak végre.”
Bár Borchgrevinket életében számos kritika érte, azonban kétségtelen tény, hogy munkásságával és főként a Southern Cross-expedíció során megvalósított úttörő munkájával elévülhetetlen érdemeket szerzett az Antarktisz-kutatás területén. Ennek körében – többek között – elsőként bizonyította be a gyakorlatban, hogy egy expedíciós csapat, megfelelő előkészületekkel, képes áttelelni az antarktiszi szárazföldön, a Camp Ridley táborban létesített kunyhók voltak az első ember alkotta építmények az Antarktikán és elsőként használt kutyákat, szánokat és kajakokat a déli-sarki körülmények között. A Ross-selfjég feltérképezése során elsőként jutott fel a Nagy jégfal felszínére, végső soron utat mutatva Amundsen déli-sarki expedíciójának.
Az Adare-fokon, Carsten Borchgrevink által emelt épületek még a mai napig is állnak, és nemzetközileg elismert történelmi helynek számítanak. Az új-zélandi Antarktiszi Örökség Alapítvány kezdeményezésére a tábor területe és az ott található épületek az Antarktisz-egyezmény alapján az Antarktisz különösen védett területének minősülnek (ASPA 159), amely az egyezmény szerinti legmagasabb védettségi szintet jelenti. Borchgrevink kunyhóinak maradványai Új-Zéland és az Egyesült Királyság javaslatára Történelmi hely vagy emlékmű minősítést kapott (HSM 22), ugyanúgy mint Nicolai Hanson sírja (HSM 23). A tábor területét és a kunyhókat az új-zélandi Antarktiszi Örökség Alapítvány kezeli. Borchgrevink kunyhóit 1990-ben eredeti formájukban helyreállították, a táborokban talált eredeti leleteket pedig konzerválás céljából Új-Zélandra szállították.